# Кинг Сити (Калифорнија)
Кинг Сити (енгл. King City) град је у америчкој савезној држави Калифорнија. По попису становништва из 2010. у њему је живело 12.874 становника.

## Демографија
Према попису становништва из 2010. у граду је живело 12.874 становника, што је 1.780 (16,0%) становника више него 2000. године.
| Група             | 2000.         | 2010.          |
| Белци             | 1.892 (17,1%) | 1.251 (9,7%)   |
| Афроамериканци    | 65 (0,6%)     | 150 (1,2%)     |
| Азијати           | 136 (1,2%)    | 172 (1,3%)     |
| Хиспаноамериканци | 8.922 (80,4%) | 11.266 (87,5%) |
| Укупно            | 11.094        | 12.874         |